# Conspiração da Rua Cato

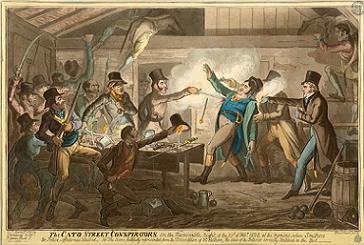

A Conspiração da Rua Cato (em inglês: Cato Street Conspiracy) foi uma conspiração para assassinar todos os ministros britânicos e o primeiro-ministro Lorde Liverpool em 1820. O nome vem do ponto de encontro perto de Edgware Road, em Londres. A polícia tinha um informante; os conspiradores caíram em uma armadilha policial. Treze foram presos, enquanto um policial, Richard Smithers, foi morto. Cinco conspiradores foram executados e outros cinco foram transportados para a Austrália.
O quão difundida foi a conspiração da Rua Cato é incerta. Foi uma época de inquietação; rumores abundavam. Malcolm Chase observou que "a comunidade londrina-irlandesa e várias sociedades comerciais, principalmente sapateiros, estavam preparados para dar apoio, enquanto a agitação e a consciência de um levante planejado eram comuns no norte industrial e em Clydeside".